# Península de Bōsō

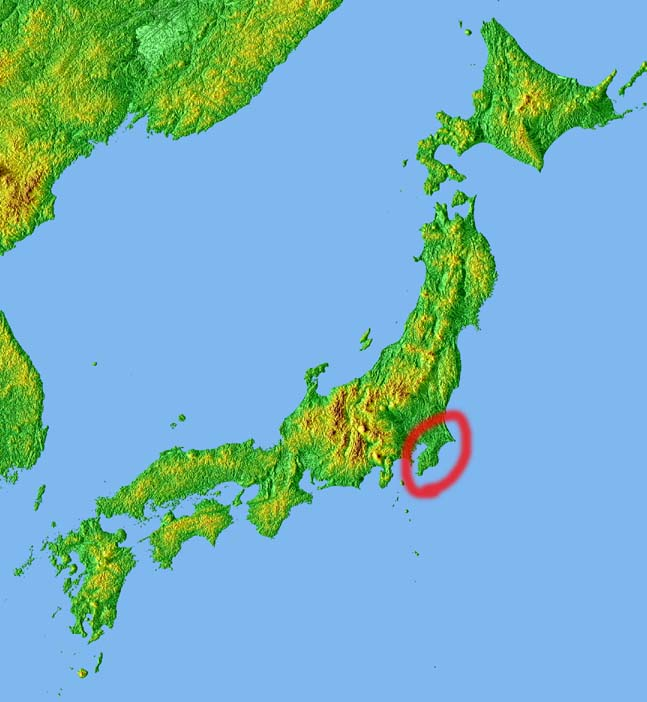
Localização da península

Imagem de satélite

A Península de Bōsō (房総半島, Bōsō-hantō) é uma península localizada na província de Chiba, na ilha de Honshu, no Japão, que forma o extremo oriental da baía de Tóquio, separando-a do Oceano Pacífico.
A maior parte da península apresenta um relevo montanhoso, com elevações que atingem os 400 metros acima do nível do mar, estando a parte oeste da península muito urbanizada (é aqui que se situa a cidade de Kisarazu), ao passo que as outras zonas costeiras, de baixa altitude, e os vales dos rios no interior, são utilizados para o cultivo de arroz.
O nome da península (e os kanji associados) deriva das antigas províncias aqui localizadas, da Província de Awa (安房) herdou o primeiro kanji, enquanto que de Kazusa (上総) e Shimousa (下総) veio o segundo.